# Kîdanți, Zbaraj
Kîdanți (în ucraineană Киданці) este o comună în raionul Zbaraj, regiunea Ternopil, Ucraina, formată numai din satul de reședință.

## Demografie
Componența lingvistică a comunei Kîdanți
     Ucraineană (97,97%)
     Rusă (2,03%)
Conform recensământului din 2001, majoritatea populației comunei Kîdanți era vorbitoare de ucraineană (97,97%), existând în minoritate și vorbitori de rusă (2,03%).